# Nyanza (Ruanda)
Nyanza (també coneguda com a Nyabisindu) és una ciutat del districte de Nyanza a la província del Sud de Ruanda. Està situada a 30 kilòmetres al nord de Butare i a un centenar de kilòmetres al sud de Kigali. Va ser la capital del regne de Ruanda de 1958 a 1962.

## Història
L'antic palau reial de la monarquia ruandesa dels abami banyiginya es troba a Nyanza. Actualment és el Museu d'Art Rwesero i una de les quatre cambres de l'Alt Tribunal de la República. Sobre el turó veí del nou palau es troba la tomba del darrer mwami Mutara III Rudahigwa (1931-1959) i la seva esposa. Durant el genocidi de Ruanda la ciutat va protagonitzar la major massacre de tutsis i hutus moderats.
L'activista ruandesa pels drets humans Eugénie Musayidire, que viu a Alemanya, va crear el Centre de Concentració i Teràpia Juvenil IZERE el 2003 amb el suport del Servei de Desenvolupament Evangèlic a Nyanza, on tenen cura dels nens i adolescents que pateixen les conseqüències del genocidi ruandès de 1994 i ofereix assistència i ofertes terapèutiques.